# Bibio consanguineus
Bibio consanguineus är en tvåvingeart som beskrevs av Friedrich Hermann Loew 1869. Bibio consanguineus ingår i släktet Bibio och familjen hårmyggor. Inga underarter finns listade i Catalogue of Life.